# Вентароли (Казерта)
Вентароли је насеље у Италији у округу Казерта, региону Кампанија.
Према процени из 2011. у насељу је живело 134 становника. Насеље се налази на надморској висини од 147 м.